# Kurszán
Kurszán (n. 847 d.Hr. – d. 904 d.Hr., Bratislava, Moravia Mare) a fost un principe maghiar,, partener la conducerea triburilor maghiare alături de Árpád. El a avut un rol crucial în cucerirea maghiară a Europei centrale (Honfoglalás).
În 892/893, în înțelegere cu regele Germaniei Arnulf de Carintia, el a atacat statul Moravia Mare, asigurând astfel granița de răsărit a Franciei răsăritene. Cu acea ocazie, Arnulf i-a acordat toate teritoriile cucerite din Moravia. Kurszán a mai ocupat și partea sudică a Ungariei de astăzi, care aparținuse până atunci Țaratului Bulgar. În continuare, Kurszán a intrat într-o alianță cu împăratul bizantin Leon al VI-lea, după ce a devenit conștient asupra vulnerabilității dinspre sud a posesiunilor maghiare. Împreună cu bizantinii, el a atacat prin suprindere pe țarul Simeon I al Bulgariei.
În vara anului 904, Ludovic Copilul, fiul și succesorul fostului său aliat, Arnulf de Carintia, l-a invitat pe Kurszán și suita sa la negocieri. Purtate pe râul Fischa, discuțiile sau încheiat cu asasinarea întregii părți maghiare. Din acel moment, Árpád a devenit unicul conducător al triburilor maghiare și a ocupat unele dintre teritoriile fostului său coleg. Familia lui Kurszán s-a stabilit în apropiere de Óbuda, unde ei au construit Kurszánvára ("Castelul lui Kurszán"). După moartea lui Kurszán, ei au trăit sub numele de Kartal.   